# Sawice-Wieś
Sawice-Wieś – wieś w Polsce położona w województwie mazowieckim, w powiecie sokołowskim, w gminie Repki. Ma status sołectwa.
| SIMC    | Nazwa            | Rodzaj  |
| ------- | ---------------- | ------- |
| 0685251 | Kolonie Sawickie | kolonia |

W latach 1975–1998 miejscowość administracyjnie należała do województwa siedleckiego.
Wieś jest siedzibą rzymskokatolickiej parafii św. Jerzego.

## Obiektzabytkowy
- Cerkiew gr.-kat., ob. kościół rzym.-kat. par. pw. św. Jerzego, drewn., 1728, 1815, nr rej.: 425/62 z 22.03.1962 Obiekt znajduje się na Pętli Siedleckiej szlaku krajoznawczego Drewniane Skarby Mazowsza.